# William Caxton
William Caxton (/ˈwɪlyəm ˈkækstən/; Kent, 1415-1422 circa – Westminster, 1491 circa) è stato un tipografo e traduttore inglese.
Considerato il primo tipografo inglese e la prima persona che abbia introdotto in Inghilterra il torchio tipografico, la sua produzione a stampa raccoglie circa cento pubblicazioni, di cui venti tradotte, dal francese e dall'olandese, di proprio pugno.

## Biografia
Nasce nel Kent e si trasferisce a Londra per diventare apprendista di un negoziante di tessuti ed abiti. Lavora come apprendista presso John Large, membro della Compagnia dei merciaioli. Dopo la morte di Large, nel 1446 lascia l'Inghilterra e si trasferisce a Bruges, una delle città culturalmente più vivaci delle Fiandre. Caxton, avendo successo negli affari, diviene titolare della Merchant Adventurers. Tramite la sua attività, entra in contatto con molte personalità della Borgogna: ha così l'occasione di frequentare la corte della duchessa di Borgogna, Margherita di York, di nazionalità inglese.
Questo lo porta a compiere nuovi viaggi sul continente europeo, durante i quali ha modo di osservare la nuova industria tipografica. Apprende l'arte della stampa a caratteri mobili da Colard Mansion. In collaborazione con il celebre stampatore costruisce una torchio da stampa a Bruges. Qui Caxton produce nel 1473 il primo libro stampato in inglese, Recuyell of the Historyes of Troye ("Raccolta delle storie di Troia"), versione di un'opera in francese (Recueil des Histoires de Troye) tradotta dallo stesso Caxton.
Successivamente decide di portare le sue conoscenze in patria. Nel 1476 ritorna a Londra, dove apre una tipografia, la prima sul suolo inglese. La duchessa Margherita, protettrice delle lettere e delle arti, gli mette a disposizione un locale, l'elemosineria, facente parte del complesso dell'abbazia di Westminster. Nell'officina tipografica di Caxton sono tirati i primi a libri a stampa realizzati sul suolo britannico. Il primo in assoluto è un'edizione de I racconti di Canterbury di Geoffrey Chaucer. Un'altra opera tirata a Westminster è Dictes or Sayengis of the Philosophers ("I detti dei filosofi"), che reca la data di stampa del 18 novembre 1477.

### Caxton e l'Inglese standard
Il XV secolo era un periodo di grandi e rapidi cambiamenti per quanto concerne lo sviluppo della lingua inglese; questi mutamenti rapidi generavano problemi a Caxton, che doveva cercare di accomunare una grande varietà di stili e dialetti per poter stampare le sue copie. Caxton viene dunque anche ricordato non solo per le sue stampe, ma anche per la volontà di creare una lingua standard nei libri che stampava.

## Opere stampate
- Game and Playe of the Chesse. A Verbatim Reprint of the First Edition, 1474.